# Somerset (Kentucky)
Somerset város az Amerikai Egyesült Államok Kentucky államában, Pulaski megyében, melynek megyeszékhelye is. Lakosainak száma 11 924 fő (2020. április 1.).

## Népesség
A település népességének változása:

| 2010 | 11 196 |
| 2020 | 11 924 |